# Maxime Préaud
Pour les articles homonymes, voir Préaud.
Maxime Préaud est un conservateur et historien de l'estampe français né le 6 juillet 1945. Il est également artiste graveur.

## Biographie
Élève de l'École des chartes, Maxime Préaud y obtient le diplôme d'archiviste paléographe en 1969 avec une thèse intitulée Les méthodes de travail d’un astrologue du XVe siècle, Conrad Heingarter.
Il entre comme conservateur au Cabinet des estampes de la Bibliothèque nationale en 1970. Il travaille à diverses tâches, sur l'estampe du XIXe siècle et sur la photographie contemporaine avec Jean-Claude Lemagny.
On le charge d'organiser en 1971–72 une exposition sur Albrecht Dürer, ce qui est une déception pour lui après que l'administrateur de la BN, Étienne Dennery, remet en cause ses choix et son accrochage. Il organise ensuite une exposition sur les sorcières (1973). Il est détaché deux ans au CNRS entre 1982 et 1984 pour étudier l'iconographie de la mélancolie.
Il organise en 1988 une exposition sur Claude Mellan, qu'il qualifie à la fois de « flop retentissant [car] la communication avait été quasi inexistante, comme c’est souvent le cas dès que le sujet est un peu difficile à vendre » et d' « l’exposition la plus réussie que j’ai faite ». Puis en 1995 une exposition sur les almanachs gravés (musée du Louvre) et l'année suivante, avec Florian Rodari, l'exposition « Anatomie de la couleur », sur les estampes en couleur, depuis l'invention de Jacob Christoph Le Blon.
Il est finalement chargé des collections d'estampes du XVIIe siècle, prenant la succession de Roger-Armand Weigert - auquel il joint la responsabilité de la Réserve. Il rédige ainsi l'Inventaire du fonds français pour le XVIIe siècle, dont il publie huit volumes (1976–2008). Il est nommé conservateur en chef en 1988 puis conservateur général en 1994.
Il quitte son siècle de prédilection en 2000 pour dédier une exposition à Rodolphe Bresdin avant d'y revenir en 2004 avec une exposition sur Abraham Bosse à la BnF. Il prend sa retraite en 2010, ce qui lui vaut la publication de Mélanges ainsi qu'un numéro d'hommage des Nouvelles de l'estampe.
Il est membre du comité de lecture des Nouvelles de l'estampe et de l'editorial board de Print Quarterly.
Parallèlement à cette carrière, il est artiste graveur.

## Publications
Maxime Préaud a publié plusieurs dizaines d'articles scientifiques sur l'histoire de l'estampe, et dirigé des catalogues d'exposition.
Il a participé à la réalisation de la collection de films vidéo « Impressions fortes » consacrés aux plus grandes figures du monde la gravure du XVe au XXIe siècle, collection réalisée par Bertrand Renaudineau et Gérard Emmanuel da Silva et publiée par les éditions Gallix.